# Cytinus sanguineus
Cytinus sanguineus är en tvåhjärtbladig växtart som först beskrevs av Carl Peter Thunberg, och fick sitt nu gällande namn av Henry Georges Fourcade. Cytinus sanguineus ingår i släktet Cytinus och familjen Cytinaceae. Inga underarter finns listade i Catalogue of Life.

## Bildgalleri

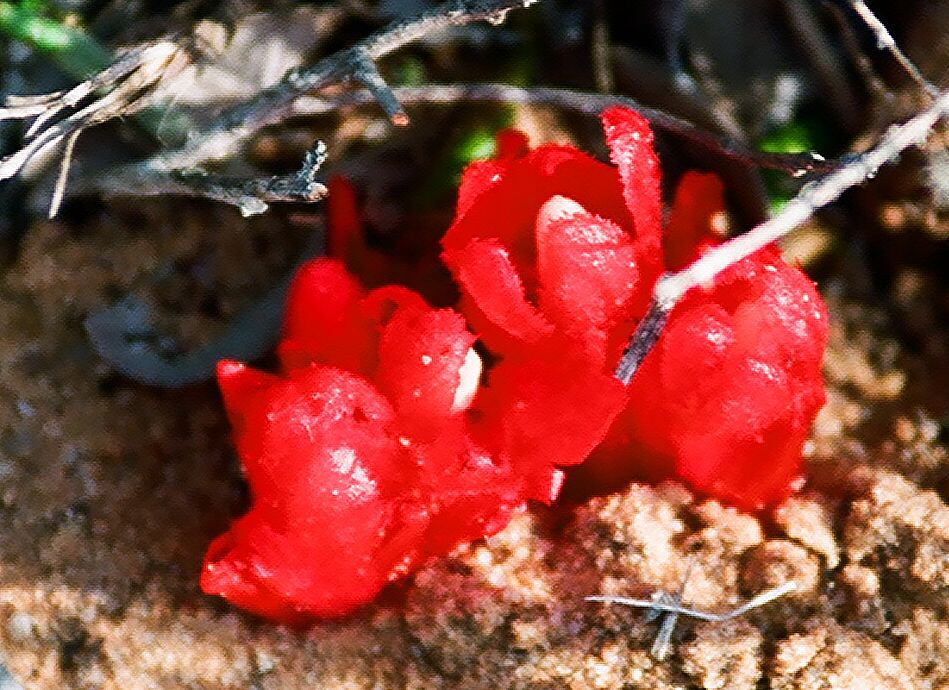